# María Fernández de Jáuregui
María Fernández de Jáuregui (Nueva España 1741-1815) fue una impresora en la Nueva España. Descendiente de Paula de Benavides, esposa del impresor Bernardo Calderón. Fue sucesora de la imprenta de su hermano, José Fernández de Jáuregui, que ella tuvo a su cargo desde 1801 y hasta 1815, año de su fallecimiento.  

## Biografía
María Fernández de Jáuregui fue hija de Lorenzo Fernández de Ortega y María Gertrudis de Jáuregui Barrio, quien fue hija de Francisca de Rivera, una de las bisnietas de Paula de Benavides, esposa de Bernardo Calderón, quien, desde 1631 inició una larga tradición tipográfica novohispana que se transmitió por poco más de 180 años, hasta 1815. María Josefa de los Dolores Fernández de Jáuregui, nombre con el que se le bautizó (26 de marzo de 1741), nació el 16 de marzo de 1741. Sus hermanos fueron José y Manuel, ambos sacerdotes, José en el clero secular y Manuel en la orden de Santo Domingo, además de una hermana llamada Gertrudis.
Antes que María, su hermano, José se hizo cargo de la imprenta desde 1791 hasta el año de su muerte, en diciembre de 1800, originalmente, la imprenta se encontraba instalada en la calle de San Bernardo, hasta 1793, año en que se trasladó a la calle de Santo Domingo esquina de Tacuba. Durante un breve periodo (1801-1804), el negocio fue administrado por su otro hermano, Manuel Fernández de Jáuregui. El nombre de María Fernández de Jáuregui se generaliza al pie de los impresos salidos del taller a partir de 1803; para aquel momento, ella rondaba los sesenta años y, en realidad, quien se hizo cargo del negocio fue su esposo, Francisco de Sales Quintero, hasta su muerte en septiembre de 1811. A partir de entonces, María Fernández ejerció como propietaria responsable de la imprenta, es de suponer que contaba con operarios experimentados que se hicieran cargo de ejecutar las múltiples tareas tipográficas.
La propietaria falleció en 1815, sin nombrar herederos, pero disponiendo la venta de la imprenta y la tienda de libros con el propósito de fundar cuatro capellanías. Durante el siguiente año se mantuvieron las labores de impresión, solo que, consignando al pie de los textos, que provenían de la “Imprenta de la calle de Santo Domingo”, al fin, en junio de 1817 la imprenta fue vendida al impresor Antonio Valdés. Valdés compró la imprenta el 3 de enero de 1817, pagó por ella 29,663 pesos y 6 reales, cantidad que terminó de pagar el 7 de enero de 1819. Cabe mencionar que Valdés compraba la imprenta-librería más antigua de la Nueva España, si se considera a dicho negocio el heredero del iniciado por Bernardo Calderón en 1631. Ya bajo su propiedad, se imprimió en el taller la primera edición de la Biblioteca Hispano-Americana Septentrional (1816-1821) de José Mariano Beristáin y Sousa.
Además de las prensas, los materiales de imprenta y los libros en venta, en la casa se tenían partituras e instrumentos musicales, caso hasta ahora excepcional, pues no se sabe que alguna otra librería ofreciera esos objetos.

### Imprenta
Los textos impresos en el taller de María Fernández de Jáuregui son fuente importante para el estudio de la cultura impresa durante una época que es representativa para la historia de México. El taller es la prueba de que los impresores del libro antiguo se adentraron en un mar de cambios, impulsados por la evolución en las técnicas de producción del libro, las exigencias de las autoridades, la demanda de los consumidores, el cambio de mentalidades, entre otras razones. Así mismo, el valor de la imprenta que aquí se trata reside en que sus producción e historia permite estudios multidisciplinarios, como la evolución social, la historia del libro impreso en la Nueva España, los elementos textuales de las obras publicadas en México, la historia del libro impreso en México, y el resguardo y conservación de documentos antiguos, por mencionar algunos, empero, todos ellos bajo el trabajo de una larguísima cadena familiar de impresores que dio a luz a una gran cantidad de libros en lo que en otro tiempo fuera llamada la Nueva España.
Durante poco más de 16 años (1801-1817) se imprimieron en el taller más de 800 textos, de sus prensas salió el Diario de México durante los años 1805-1806 y los tomos de 1812-1813 del mismo Diario en su segunda época.

## Obras impresas en el taller entre 1801 y 1817[2]
- Literatura espiritual y devocional: 459
- Liturgia: 64
- Textos sagrados: 56
- Sacramentos: 8
- Hagiografía: 5
- Catequesis: 1